# Kościół Narodzenia Najświętszej Maryi Panny w Lubinie
Kościół Narodzenia Najświętszej Marii Panny w Lubinie – usytuowany na wzgórzu nieopodal skrzyżowania ulic Stary Lubin i Chocianowskiej. Pełniący niegdyś funkcję świątyni cmentarnej kościół powstał w 1683 r. w okresie kontrreformacji związanej z przejściem Lubina we władanie Habsburgów. Jest to budynek o konstrukcji szachulcowej, odrestaurowany w 2000 roku.